# 金裕勋
金裕勋（韓語：김욱훈，1914年—1988年），男，朝鲜族，吉林延吉人，中国教育学家，哲学家。

## 生平
1914年10月14日生于朝鲜咸镜南道利原郡龙城里。原籍吉林省延吉市。
5岁在私塾学汉学，7岁入民办知新学校读书。10岁家贫辍学。吉林省永新中学毕业后，考入省立吉林师范大学，攻读教育学、心理学和哲学。毕业后，入满州国建国大学，学习外国哲学。毕业后赴延边师范学校任教。1945年抗战胜利后，任该校教导主任。1946年，调至吉林省延边行政督察专署，任督学和民主联盟机关刊物《民主》编辑。1947年，担任吉林省直属民主学院教育系代理系主任。1948年，参加创办延边大学，历任副教务长，师范学院院长等职。1951年，晋升为教授。1958年9月至1968年12月，担任延边大学副校长。1964年，加入吉林省心理学会。晚年担任延边大学顾问，延边心理学会副理事长，中国日本哲学研究会顾问，吉林省人大常委会委员等职。
1959年7月至1983年2月，担任第二至五届政协延边朝鲜族自治州委员会副主席。

## 出版物
著有《大学教育考察研究札记——北朝鲜大学教育考察研究》、《怎样调整延边大学》、《日本学院哲学的形成》、《教育学》、《普通心理学》、《西欧教育史》、《中国教育史》、《近代日本哲学史》等。